# Dobrosielice Pierwsze
Dobrosielice Pierwsze – wieś sołecka w Polsce położona w województwie mazowieckim, w powiecie płockim, w gminie Drobin.
| SIMC    | Nazwa               | Rodzaj    |
| ------- | ------------------- | --------- |
| 0563192 | Kolonia pod Bęchy   | część wsi |
| 0563200 | Kolonia pod Wilkęsy | część wsi |
| 0563217 | Ośrodek             | część wsi |

W latach 1975–1998 miejscowość administracyjnie należała do województwa płockiego.